# Sexual Minorities Archives
Os Sexual Minorities Archives são um dos arquivos de material LGBT em operação contínua há mais tempo nos Estados Unidos, que abriga a Biblioteca Leslie Feinberg, uma coleção de materiais de pesquisa pessoal do falecido escritor. O arquivo físico está localizado em uma grande casa vitoriana convertida em Holyoke, Massachusetts, em 2017. Estava localizado na casa do curador Ben Power em Northampton, Massachusetts, de 1979 a 2017. Foi fundado em Chicago em 1974. por uma organização lésbica-feminista conhecida como New Alexandria Lesbian Library.

## Coleção
O arquivo inclui três tipos de materiais relacionados à literatura, história e arte. A coleção de Literatura "abrange mais de um século e inclui livros LGBTQI (ficção e não ficção), brochuras, livros de referência, mais de 1.000 títulos de periódicos com 17.000 edições individuais e muito mais."[carece de fontes?] A coleção de História "vai de meados do século 19 e ... inclui arquivos de assuntos, multimídia, documentos pessoais, coleções organizacionais, discursos, correspondência, coisas efêmeras, botões políticos e socioculturais e muito mais."[carece de fontes?] A coleção de arte "inclui pinturas e desenhos LGBTQI originais, pôsteres, banners, fotografia, escultura, têxteis e música."[carece de fontes?]
A partir de 2017, os materiais da coleção podem ser livremente pesquisados e visualizados online através do Digital Transgender Archive, o maior arquivo digital de materiais transgêneros do mundo.